# The Heckler
The Heckler (dt. Der Zwischenrufer, Zwischenfunker) war der Titel einer Comicserie, die der US-amerikanische Verlag DC-Comics zwischen 1992 und 1993 herausgab.
The Heckler erschien zwischen September 1992 und März 1993 und erreichte insgesamt sechs Ausgaben. Die Serie wurde von dem Autor Keith Giffen verfasst und von den Künstlern Tom and Mary Bierbaum visuell gestaltet.

## Handlung
Im Mittelpunkt der Handlung von The Heckler steht Stuart „Stu“ Moseley, der Besitzer eines Diners namens „Eats“ in der fiktiven Stadt Delta City. Moseley – ein Held in der Tradition des Picaros der Schelmenromane – übersteht auf wundersame Weise, trotz oder auch gerade weil er über keinerlei besondere Fähigkeiten außer seiner lebensklugen Pfiffigkeit verfügt, jede noch so widrige Situation, in die er im Zuge seiner „heldischen“ Aktivitäten gerät.
In einer umfassenden Parodierung klassischer Superheldenthemen legt der „Heckmeister“, wie Moseley sich während seiner Heldentouren nennt, sich mit Kriminellen an, die ihrerseits das Konzept des Superschurken durch maßlose Übertreibungen klassischer Superschurken-Attribute (grelle Kostümierung, sinnloses und selbstschädigendes Monologisieren etc.) ad absurdum führen. Weiter wird er von einem Monster verschluckt und in Abgründe gestürzt.
Seinen Erfolg verdankt der Heckler dabei seiner nervtötenden, sarkastischen Art und dem exzessiven Gebrauch von Vulgärsprache (!), gewissermaßen seinen „Superkräften“.
Der Reigen der spoof-characters wird im Weiteren arrondiert durch einen namenlosen Assistenten, der den Heckler auf seine Abenteuer begleitet, François, den Koch im Eats, Mr. Dude, Hecklers Haupt-Informanten, der in Anspielung auf eine populäre Verschwörungstheorie die neue Identität des seinen Tod nur vortäuschenden Elvis Presley ist, den konkurrierenden Superhelden X-Ms, den Bandenchef Boss Glitter, den ultrakonservativen Fernsehmoderator P.C. Rabid, Bushwack’r, einen den Wile E. Coyote der Road Runner Cartoons auf die Schippe nehmenden Kopfgeldjäger, dessen Anschläge auf den Heckler stets nach hinten losgehen, El Gusano, einen wurmähnlichen Attentäter, den Cosmic Clown, einen Androiden im Clownkostüm, den philosophischen John Doe und C’est Hay, einen psychopathischen Serienkiller.